# たけざわたろう
竹澤 太郎（たけざわ たろう、1976年 - ）は、日本のゲーム・アニメプロデューサー。

## 人物・概要
かつてはフロム・ソフトウェアに在籍し、『アーマード・コア』シリーズや『天誅』シリーズなどの開発に関わる。その後AQインタラクティブの宣伝として、『ブルードラゴン プラス』や『The World of GOLDEN EGGS』シリーズなどの宣伝業務を担当する一方、自身もプロデューサーとして『アルカナハート』シリーズをプロデュースしている。コンシューマーメーカーの人間ながら、アーケードゲーム、特に格闘ゲームが好きなようで、それらはゲーム誌インタビュー
や、エクサムとLINEARとの共催イベント『LINEAR vs. EXAMU』での発言などから垣間見ることができる。

2010年春頃にAQインタラクティブを退職。以降グラスホッパー・マニファクチュアで、『NO MORE HEROES 2 DESPERATE STRUGGLE』の宣伝プロデューサーなどを務めたが、現在はユメノソラホールディングス・アクアプラスでテレビアニメの製作委員会・ゲームのプロデュース業務を行っている。
尚、ゲームでは通常は漢字表記、プロデューサーの場合は平仮名表記とクレジット表記を使い分けていたが、アニメでのクレジット表記は漢字で統一されている。

余談として、AQインタラクティブ時代の上長は、THE BLACK MAGESメンバーの岡宮道生である。

## 関連作品

### ゲーム
- アーマード・コアシリーズ
- 天誅シリーズ
- 義経英雄伝シリーズ
- ネビュラ -エコーナイト-（2004年）
- ADVENTURE PLAYER（2005年）
- バレットウィッチ（2006年）
- はじめの一歩 レボリューション（2007年）
- アルカナハートシリーズ
  - アルカナハート （2007年、プロデューサー）
  - すっごい！アルカナハート2 （2009年、プロデューサー）
- アナタヲユルサナイ（2007年）
- The World of GOLDEN EGGSシリーズ
  - The World of GOLDEN EGGS ノリノリリズム系 （2008年）
  - The World of GOLDEN EGGS ノリノリ歌できちゃって系 （2009年）
- ブルードラゴン プラス （2008年）
- NO MORE HEROES 2 DESPERATE STRUGGLE （2010年）
- FROG MINUTES （2011年、プロデューサー）
- うたわれるもの ロストフラグ （2019年、アソシエイトプロデューサー）

### テレビアニメ
- 失われた未来を求めて （2014年、企画協力）
- 空戦魔導士候補生の教官 （2015年、製作協力）
- うたわれるもの 偽りの仮面 （2015年、アソシエイトプロデューサー）
- 新妹魔王の契約者 BURST （2015年、製作協力）
- この素晴らしい世界に祝福を! （2016年、製作協力）
- ハンドレッド （2016年、プロデューサー）
- 魔法少女育成計画 （2016年、アソシエイトプロデューサー）
- この素晴らしい世界に祝福を！2 （2017年、製作協力）
- 武装少女マキャヴェリズム（2017年、製作協力）
- ようこそ実力至上主義の教室へ（2017年、協力）
- はじめてのギャル （2017年、アソシエイトプロデューサー）
- ようこそ実力至上主義の教室へ 2nd Season（2022年、協力）
- ようこそ実力至上主義の教室へ 3rd Season（2024年、協力）

### イベント・ラジオ
- LINEAR vs EXAMU （2009年1月、ゲスト出演）
- ファミ通キャラクターズDX （2009年4月、ゲスト出演）
- エンタジャムチャンネル （2010年9月）